# بخش منج
بخش منج یکی از بخش‌های شهرستان لردگان بامردمانی از ایل بختیاری، طایفه بویری در استان چهارمحال و بختیاری است.

## مردم
مردم این بخش بختیاری هستند از طایفه بویری و به زبان لری بختیاری سخن می گویند.

## تقسیمات کشوری
- بخش منج
  - دهستان بارز
  - دهستان منج

شهرها: منج

## جمعیت
بنابر سرشماری مرکز آمار ایران، جمعیت بخش منج در سال ۱۳۹۵ برابر با ۱۷٬۹۹۸ نفر (۴٬۶۲۶ خانوار) بوده‌است.